# Pigkawayan
Pigcawayan (en inglés: Pigcawayan) es un municipio filipino de primera categoría, situado al sur de la isla de Mindanao. Forma parte de la provincia de Cotabato del Norte situada en la Región Administrativa de Mindanao Central. Para las elecciones está encuadrado en el Primer Distrito Electoral de esta provincia.

## Geografía
Se trata del municipio más occidental de la provincia y por tanto el más próximo a la ciudad de Cotabato, solamente a  26 kilómetros de la ciudad de Cotabato, a 32 del aeropuerto Awang y a 30 kilómetros del puerto de Polloc en el municipio de Parang en Maguindánao.

### Barrios
El municipio de Pigcawayan se divide, a los efectos administrativos, en 40 barangayes o barrios, conforme a la siguiente relación:
| - Anick (Balogo Alto) - Baguer Alto (Baguer) - Balacayón - Balogo - Banucagón - Bulucaón - Buluan | - Buricaín - Capayurán - Central Panatán - Datu Binasing - Datu Mantil - Kadingilán - Kimarayag | - Torreta de Libungán - Baguer Bajo - Pangangkalán Bajo - Malagakit - Maluao - Manuangán Norte - Matilac | - Midpapán, 2 barrios - Mulok - Nueva Culasi - Nueva Igbaras - Nueva Panay - Pangangkalán Alto - Patot | - Payong-payong - Población, 4 barrios - Presbítero - Renibón - Simsimán - Manuangan, Sur - Tigbawán | - Tubán - Cabpangi |  |

## Historia
Cuantan los ancianos que Pigcawayan fue el lugar donde se enfrentaron dos grupos indígenas Maguindanaon e Iranon.  Debido a los combates, los habitantes abandonaron el lugar, que fue conocido por palabra musulmana "PIAGHAWAAN", que significa un lugar abandonado.
Tanto Pigcawayan como Alamada y Libungan eran barrios del municipio de Midsayap.